# Serj Tankian
 Serj Tankian (Beirut, 21 de agosto de 1967) es un músico armenio-estadounidense nacido en Líbano, conocido principalmente por ser el vocalista, compositor y cofundador de la banda System of a Down.
Durante su carrera artística, Tankian con System of a Down, ha lanzado cinco álbumes de estudio. También realizó un álbum junto al músico Arto Tunçboyacıyan, titulado Serart, mientras que en su etapa como solista, ha lanzado al mercado cinco álbumes de estudio. Además, fundó el sello discográfico Serjical Strike Records en 2001.
Serj figura en el puesto 26 en la lista «Los 100 mejores vocalistas del metal de todos los tiempos», según la revista estadounidense Hit Parader.
La revista digital Loudwire, colocó a Tankian en el puesto 4 del «Top 30 de los mejores líderes del metal en el siglo 21».

## Primeros años
Serj, de padres armenios (Khatchadour y Alice Tankian), nace en Beirut el 21 de agosto de 1967. Sus cuatro abuelos fueron supervivientes del genocidio armenio. A los 7 años de edad, se trasladó con sus padres a Los Ángeles, California, debido a la Guerra Civil Libanesa de 1975. En su juventud, asistió a un colegio armenio llamado Rose and Alex Pilibos Armenian School, en Los Ángeles, a donde también asistieron dos de los futuros miembros de System of a Down, Daron Malakian y Shavo Odadjian. Tankian ingresó en la Universidad Estatal de California, Northridge, graduándose con un título en marketing en 1989, en donde comenzó a tocar instrumentos, particularmente el teclado, y a escribir canciones. También comenzó su activismo durante sus años universitarios, intentando crear conciencia sobre el reconocimiento del Genocidio Armenio durante su periodo como presidente de la Asociación de Estudiantes Armenios de la universidad.

## System of a Down

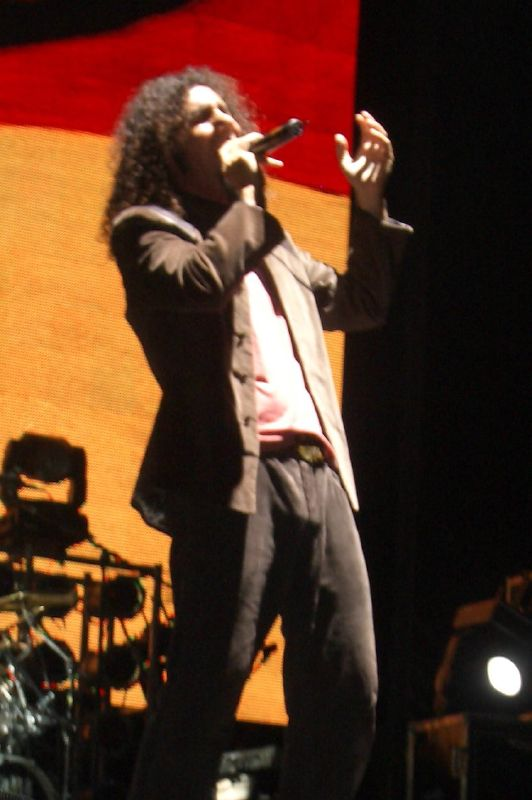
Serj Tankian con System of a Down en 2005.

Serj Tankian y Daron Malakian formaron una banda llamada Soil, con Tankian en la voz, Malakian en la guitarra líder, Dave Hakopyan en el bajo y Domingo Laranio en la batería. Shavo Odadjian era el mánager de la banda y eventualmente formó parte de ella. Laranio y Hakopyan dejaron la banda porque sentían que no tenía futuro.
Después de la división de Soil, Tankian, Odadjian y Malakian formaron una nueva banda a la que llamaron System of a Down, basados en un poema escrito por Malakian llamado «Victims of a Down». Su baterista original, Andy Khachaturian abandonó la banda y en su lugar entra John Dolmayan. Tankian con System of a Down ha grabado cinco álbumes de estudio. El primero, System of a Down, en junio de 1998. El segundo, Toxicity en septiembre de 2001.  
El tercero Steal This Album! en noviembre de 2002 y el álbum doble Mezmerize/Hypnotize, el 16 de mayo y el 22 de noviembre en 2005 respectivamente. 
Además de cantar, Tankian ha escrito la mayoría de las canciones de System of a Down. Ocasionalmente también toca en vivo la guitarra rítmica y el teclado en algunas canciones de la banda.

## Etapa como solista

### Elect the Dead
Serj Tankian continuó con su propio sello llamado Serjical Strike Records, anunciando su proyecto solista, en el que lanzó su álbum debut Elect the Dead. Los primeros sencillos fueron «The Unthinking Majority» y «Empty Walls». Un vídeo musical fue dirigido y filmado para cada canción del disco, inicialmente algunos vídeos fueron exclusivos para los que compraran la edición limitada de Elect the Dead, pero más tarde fueron publicados en el sitio web de Tankian y en su canal de YouTube.

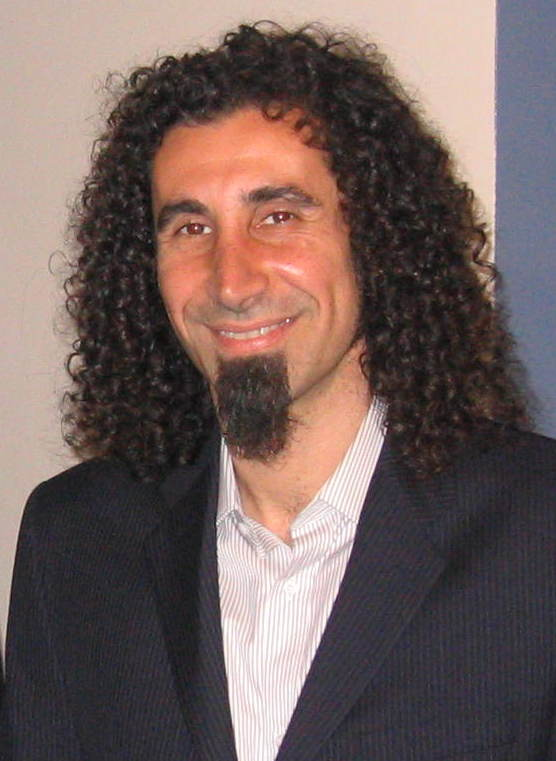
Serj Tankian en 2006.

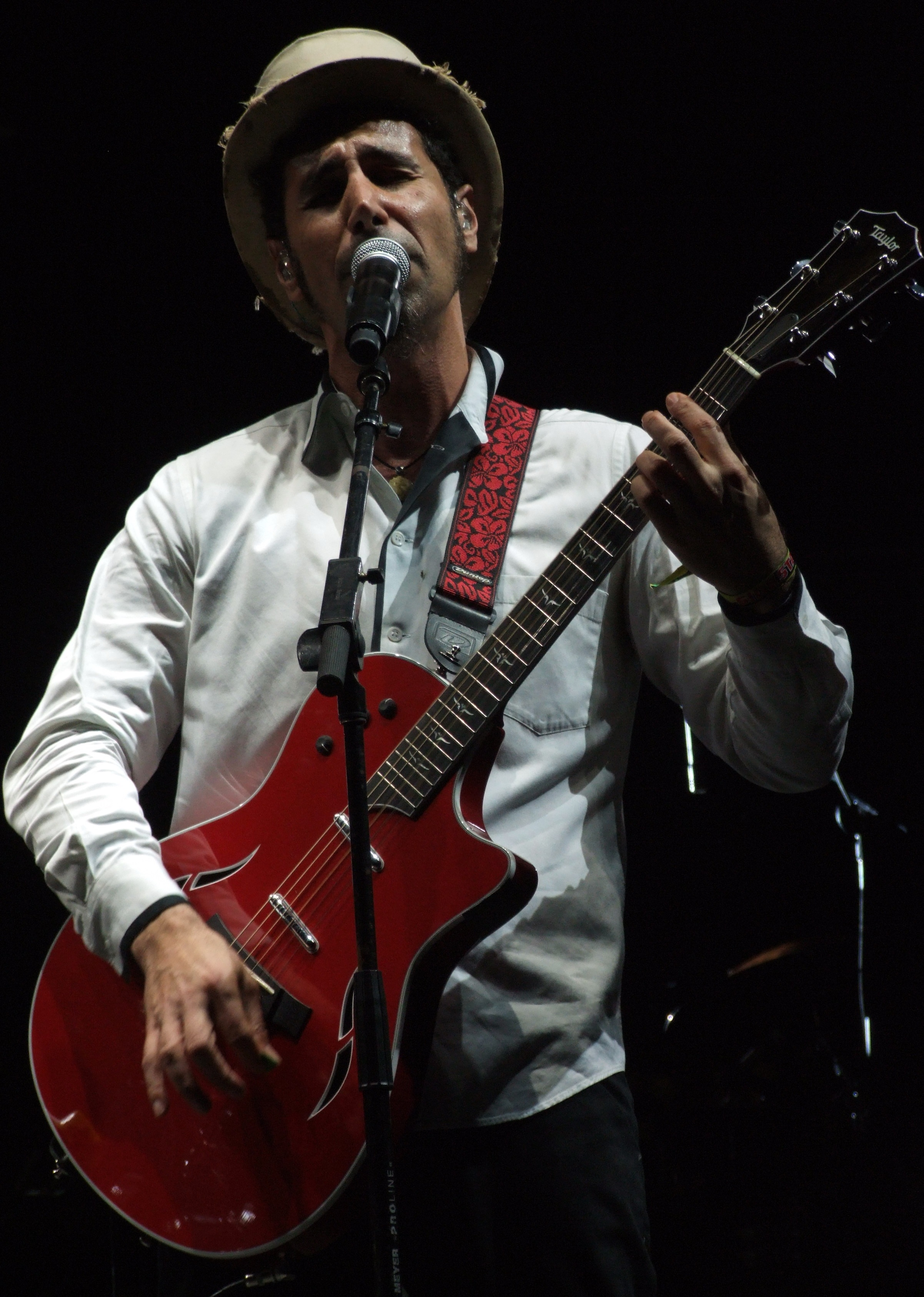
Serj Tankian en concierto como solista en Coachella en 2008.

El tour oficial de Elect the Dead comenzó el 12 de octubre de 2007, con un espectáculo en el teatro de Vic de Chicago. Alrededor de mil personas asistieron al primer concierto. Aunque Tankian había aclarado que no se iba a presentar ningún tema de su antigua banda System of a Down, interpretó «The Charade» y «Blue», canciones coescritas por Daron Malakian, guitarrista de System of a Down. «Blue» había aparecido previamente en su cuarto demo y «The Charade» apareció durante las sesiones de Mezmerize/Hypnotize en 2005, pero nunca fue publicado. Las canciones «Beethoven's Cunt», «Empty Walls» y «Sky is Over», estuvieron disponibles como canciones descargables para el videojuego Rock Band. Tankian realizó una colaboración con Les Rita Mitsouko en la canción «Terminal Beauty». Además, cantó con la banda Fair to Midland en una versión en vivo de improvisación de su canción «Walls of Jericho», del álbum Fables from a Mayfly: What I Tell You Three Times Is True, que fue un éxito entre los fanes.
En 2009, Tankian colaboró con la banda Viza en la canción «Viktor». Viza firmó con la discográfica de  Serjical Strike.
El 16 de marzo de 2009, con la Auckland Philharmonia Orchestra en Nueva Zelanda, una versión orquestal del álbum Elect the Dead fue presentada. La presentación en vivo fue capturada en un CD/DVD titulado Elect the Dead Symphony, que fue lanzado el 9 de marzo de 2010.
El 15 de febrero de ese mismo año, Serj Tankian lanzó el sencillo, «The Charade».

### Imperfect Harmonies

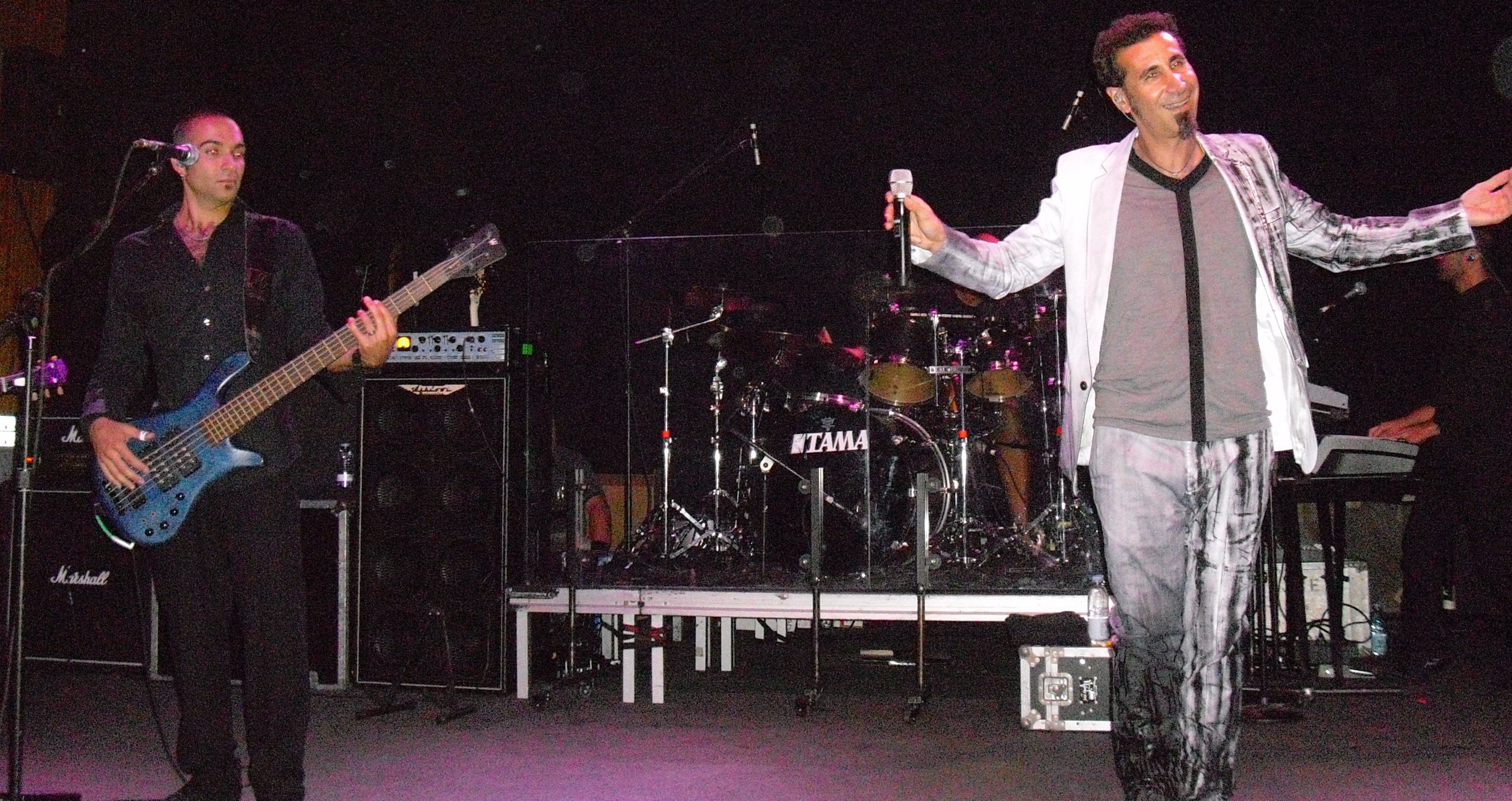
Serj Tankian en concierto como solista en Gotemburgo en 2010.

El tercer álbum iba a ser llamado originalmente Music Without Borders, sin embargo, el título definitivo fue Imperfect Harmonies. El 23 de junio de 2010 una canción llamada "Borders Are" fue lanzada como promoción para su nuevo álbum. El primer sencillo de Imperfect Harmonies, "Left of Center" fue lanzado el 13 de julio de 2010.
Un tercer sencillo, "Disowned Inc." Fue lanzado el 9 de agosto de 2010. Imperfect Harmonies fue lanzado el 21 de septiembre de 2010. Precediendo el lanzamiento de su álbum, se anunciaron dos concursos (uno que consiste en acertijos relacionados con los títulos del álbum y otro de arte) en los cuales los aficionados pudieran ganar premios tales como autógrafos y mercancía de Tankian. 
El 22 de agosto de 2010, el video musical de Left of Center fue publicado en su cuenta de MySpace.
En enero de 2011 Tankian publicó un video musical de su canción Reconstructive Demonstrations. También anunció que un nuevo EP llamado Imperfect Remixes sería publicado en algún momento del 2011. 
El 1 de marzo Tankian lanzó Imperfect Remixes y el video musical de Goodbye, un remix de Gate 21, del álbum Imperfect Harmonies.

### Harakiri
A principios de julio de 2011, Tankian publicó un video en YouTube que muestra dos nuevas canciones. Durante el video dijo “el próximo año”. En varias entrevistas habían indicado que él ha estado trabajando en un disco de rock que verá la luz en 2011, y algunos proyectos secundarios que incluyen jazz, electrónica y registros sinfónicos. 
Más tarde se confirmó que su álbum se llamaría Harakiri y se daría a conocer el 10 de julio de 2012. 
Este sería el primero de cuatro nuevos álbumes que se publicarían en un futuro próximo. 
Los otros tres próximos álbumes incluyen una orquesta llamada Orca, un álbum de jazz titulado Jazz-Iz-Christ, y Fuktronic. El primer sencillo de Harakiri, "Figure It Out", fue lanzado el 1 de mayo. 
Un video musical de la canción apareció en la página oficial de YouTube de Tankian. Un segundo sencillo del álbum, "Cornucopia", fue lanzado el 10 de junio. Un tercer sencillo llamado "Harakiri" estuvo disponible como un bono de pre orden desde el sitio web de Tankian.
Él lanzó su cuarto álbum de estudio Orca el 25 de junio de 2013.

## Vida privada
El 9 de junio de 2012, contrajo matrimonio con su novia Angela Madatyan en una ceremonia privada en Simi Valley, California. 
Madatyan nació en Vanadzor, Armenia, el 20 de agosto de 1983.
Tankian fue vegetariano durante diez años, para después practicar el semivegetarianismo, comiendo pescado como única carne. En octubre de 2014, hizo pública en su página oficial de Instagram, una foto de su primer hijo, llamado Rumi Tankian.
Ahora reside en Warkworth, una ciudad semirrural al norte de Auckland, Nueva Zelanda.
En 2018, Tankian fundó una marca de café llamada Kavat.

## Activismo
Tankian es un apasionado de los derechos humanos, el reconocimiento de los genocidios y la justicia social. Estas características han ayudado a dar forma a su estilo lírico en el que escribe su música. Ha organizado y participado en muchas protestas, entre ellas, por el reconocimiento del Genocidio Armenio con Axis of Justice, una organización sin fines de lucro cofundada junto a Tom Morello, guitarrista de Rage Against the Machine y Audioslave. También cubre muchos temas de actualidad importantes en su música. En System of a Down y en sus canciones en solitario, sus letras abordan temas como la Guerra contra el Terrorismo, la superpoblación, el genocidio, el ecologismo y el sistema penitenciario de los Estados Unidos.
Él y sus compañeros de System of a Down protagonizaron una película llamada Screamers que cubre la posición de Estados Unidos sobre el genocidio. En la película hay una entrevista entre Tankian y su abuelo, Stepan Haytayan, que es un sobreviviente del Genocidio Armenio y habla de lo que vivió durante el mismo.
El 12 de agosto de 2011, Tankian fue galardonado con la Medalla del primer ministro de Armenia por su contribución al reconocimiento del Genocidio Armenio y la promoción de la música.

### Religión
Tankian ha afirmado practicar «la misma religión que cualquier árbol. Es una mezcla de nativo americano, budista e ideas trascendentales. Me gusta pensar en la Tierra como madre. Me gusta pensar en el cielo como abuelo. Dios ha sido utilizado para motivos ulteriores». En otra entrevista ha dicho: «creo firmemente que las poblaciones indígenas tenían una muy buena comprensión intuitiva de por qué estamos aquí y estamos tratando de ganar esa misma comprensión a través de la psicología y el intelecto en la civilización moderna».

### Política

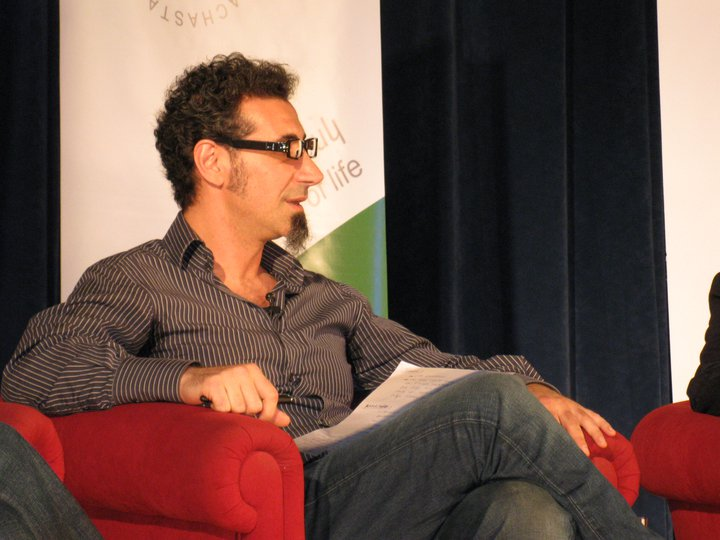
Serj Tankian en Armenia, año 2011

En las elecciones primarias presidenciales del partido Demócrata de 2008, Tankian apoyó originalmente a Dennis Kucinich de Ohio y posteriormente declaró que Barack Obama "presenta el mejor escenario posible para un futuro esperanzador, pero no pongo personalmente mi confianza en cualquier cargo político".
En las primarias presidenciales del Partido Demócrata de 2016, Tankian mostró su apoyo por Bernie Sanders. Él escribió en Facebook: "Cuando se trata de enfrentarse a los oligarcas, liderar la lucha por los derechos civiles, la igualdad de ingresos, entre otras cosas, ningún otro político ha sido tan coherente e incorruptible como Bernie Sanders."
En una gira por Chile con System of a Down, durante un concierto, Serj argumentó que la dictadura de Augusto Pinochet fue apoyada por Estados Unidos y que Henry Kissinger, ex-secretario de Estado de los Estados Unidos en los años 70, debería estar en la cárcel por ser uno de los responsables del derrocamiento y golpe de Estado contra Salvador Allende.
Tankian calificó a Recep Tayyip Erdoğan, presidente de Turquía, de idiota. «Ese hombre es un idiota y los que lo apoyan son tan idiotas como él».
En 2019, Tankian hizo en un post en su cuenta oficial de Instagram, señalando que la crisis en Venezuela, es causada por Nicolás Maduro y Estados Unidos: «Venezuela ha estado en medio de una horrible catástrofe humanitaria con millones de ciudadanos que han abandonado el país y muchos que viven en condiciones extremas. La situación es compleja. Tanto el gobierno de Maduro con sus acciones coercitivas y la corrupción, como Juan Guaidó, que parece ser un lacayo de los Estados Unidos, parecen incapaces de ayudar al pueblo de Venezuela. La historia de Venezuela está repleta de intervenciones extranjeras, principalmente debido a sus reservas de petróleo. Lo que deseo para el pueblo de Venezuela es una solución pacífica del conflicto sin más derramamiento de sangre y un retorno a la paz y, con suerte, a la prosperidad. Todos se lo merecen».
Tankian opinó sobre el procés catalán. «No puedes oponerte a un pueblo que ha hecho oír su voz por la independencia. Encarcelar a sus líderes solo exaspera aún más en su búsqueda de justicia e independencia».

### Derechos de los animales y el medio ambiente
Tankian también tiene fuertes sentimientos sobre protección del medio ambiente y de los animales. También se ha convertido en vegetariano y está en contra de la creación de mataderos industriales. En una entrevista con PETA, él afirmó que su cambio se debió a "la variedad de basura comestible" y también sentía que era "algo instintivo". Además, "siento la necesidad de respeto hacia la madre tierra". En julio de 2009, Tankian firmó una petición de PETA en contra de los métodos de sacrificio de pollos en los mataderos de KFC.

## Discografía

### Con System of a Down
- 1998: System of a Down
- 2001: Toxicity
- 2002: Steal This Album!
- 2005: Mezmerize
- 2005: Hypnotize

### Como solista

#### Álbumes
Álbumes de estudio
- 2007: Elect the Dead
- 2010: Imperfect Harmonies
- 2012: Harakiri
- 2013: Orca Symphony No. 1

EP
- 2021: Elasticity
- 2024: Foundations

Con Jazz-Iz-Christ
- 2013: Jazz-Iz-Christ

Álbumes en vivo
- 2009: Elect the Dead Symphony

Con otros artistas
Con Arto Tunçboyacıyan
- 2003: Serart

Axis of Justice (La organización activista sin ánimo de lucro)
- 2004: Concert Series Volume 1

#### Sencillos
| Año                 | Título                          | Mejores posiciones en listas | Mejores posiciones en listas | Mejores posiciones en listas | Mejores posiciones en listas | Mejores posiciones en listas | Mejores posiciones en listas |                |                |                |                |                |
| Año                 | Título                          | Hot 100                      | EUA Alt.                     | EUA Main.                    | EUA Rock                     | CAN                          | [UK Singles Chart\|R.U.]]    |                |                |                |                |                |
| Elect the Dead      | Elect the Dead                  | Elect the Dead               | Elect the Dead               | Elect the Dead               | Elect the Dead               | Elect the Dead               | Elect the Dead               | Elect the Dead | Elect the Dead | Elect the Dead | Elect the Dead | Elect the Dead |
| ------------------- | ------------------------------- | ---------------------------- | ---------------------------- | ---------------------------- | ---------------------------- | ---------------------------- | ---------------------------- | -------------- | -------------- | -------------- | -------------- | -------------- |
| 2007                | «Empty Walls»                   | 97                           | 3                            | 4                            | —                            | 75                           | 78                           |                |                |                |                |                |
| 2007                | «Lie Lie Lie»                   | —                            | —                            | —                            | —                            | —                            | —                            |                |                |                |                |                |
| 2008                | «Sky Is Over»                   | —                            | 22                           | 23                           | —                            | —                            | —                            |                |                |                |                |                |
| Imperfect Harmonies |                                 |                              |                              |                              |                              |                              |                              |                |                |                |                |                |
| 2010                | «Left of Center»                | —                            | —                            | —                            | —                            | —                            | —                            |                |                |                |                |                |
| 2010                | «Reconstructive Demonstrations» | —                            | —                            | —                            | —                            | —                            | —                            |                |                |                |                |                |
| Harakiri            |                                 |                              |                              |                              |                              |                              |                              |                |                |                |                |                |
| 2012                | «Figure It Out»                 | —                            | —                            | 17                           | 44                           | —                            | —                            |                |                |                |                |                |
| 2012                | «Cornucopia»                    | —                            | —                            | —                            | —                            | —                            | —                            |                |                |                |                |                |
| 2012                | «Harakiri»                      | —                            | —                            | 40                           | —                            | —                            | —                            |                |                |                |                |                |
| Sencillos sin álbum |                                 |                              |                              |                              |                              |                              |                              |                |                |                |                |                |
| 2008                | «Fears»                         | —                            | —                            | —                            | —                            | —                            | —                            |                |                |                |                |                |
| 2010                | «The Charade»                   | —                            | —                            | —                            | —                            | —                            | —                            |                |                |                |                |                |
| 2016                | «Artsakh»                       | —                            | —                            | —                            | —                            | —                            | —                            |                |                |                |                |                |
| 2017                | «Industrialized Overload »      | —                            | —                            | —                            | —                            | —                            | —                            |                |                |                |                |                |
| 2018                | «The Rough Dog»                 | —                            | —                            | —                            | —                            | —                            | —                            |                |                |                |                |                |

#### Colaboraciones con otros artistas
| Año  | Canción                                    | Artista(s) | Álbum                                           |
| ---- | ------------------------------------------ | --- | ----------------------------------------------- |
| 1999 | «Don't Go Off Wandering» (Demo)            | Limp Bizkit | Demo de Significant Other                       |
| 2000 | «Feel Good» (con Morgan Lander)            | Hed PE | Broke                                           |
| 2000 | «Patterns»                                 | Tony Iommi | Iommi                                           |
| 2000 | «Starlit Eyes»                             | Snot | Strait Up                                       |
| 2001 | «Mushroom Cult»                            | Dog Fashion Disco | Anarchists of Good Taste                        |
| 2003 | «Had a Plan»                               | Kittens for Christian                                                                                                 | Privilege of Your Company                       |
| 2004 | «Talk to Strangers»                        | Saul Williams | Saul Williams                                   |
| 2005 | «We Are One»                               | Buckethead | Enter the Chicken                               |
| 2005 | «Coma» (con Azam Ali)                      | Buckethead | Enter the Chicken                               |
| 2005 | «Waiting Hare» (con Shana Halligan)        | Buckethead | Enter the Chicken                               |
| 2006 | «Mein»                                     | Deftones | Saturday Night Wrist                            |
| 2007 | «Terminal Beauty»                          | Les Rita Mitsouko | Variety                                         |
| 2007 | «Riot (Trouble Again)»                     | Wyclef Jean | Carnival Vol. II: Memoirs of an Immigrant       |
| 2008 | «Sulfur and Cheese»                        | Praxis | Profanation (Preparation for a Coming Darkness) |
| 2008 | «Beethoven's Cunt»                         | Serj Tankian | Pista descargable desde Rock Band               |
| 2008 | «Drama»                                    | Bitter:Sweet | Drama                                           |
| 2008 | «Lazarus on Down»                          | The Nightwatchman | The Fabled City                                 |
| 2008 | «Bird's Eye»                               | Mike Patton, Serj Tankian, y Marc Streitenfeld                                                                        | Banda sonora de Body of Lies                    |
| 2009 | «Bari Arakeel»                             | Khatchadour Tankian                                                                                                   | Inchbes Moranank                                |
| 2009 | «Martigi Yerke»                            | Khatchadour Tankian                                                                                                   | Inchbes Moranank                                |
| 2010 | «Viktor»                                   | Viza | Made in Chernobyl                               |
| 2011 | «Path to Zero»                             | Jonathan Elias con Jim Morrison, Joanne Shenandoah, Leah Shenandoah, Robert Downey Jr., Serj Tankian, Sinéad O'Connor | Prayer Cycle: Path to Zero                      |
| 2012 | «We Are The 99 Percent»                    | Tom Morello, Serj Tankian, Tim McIlrath                                                                               | Occupy Anthem                                   |
| 2013 | «Out of Line» (con Geezer Butler)          | Device | Device                                          |
| 2013 | «We Are»                                   | Serj Tankian, Ihsahn, Devin Townsend                                                                                  | Revolution Harmony                              |
| 2013 | «Straight Out The Gate» (con Krizz Kaliko) | Tech N9ne | Something Else                                  |
| 2014 | «Shooting Helicopters»                     | Benny Benassi | Back to the Pump                                |
| 2015 | «Crazy Train (Cover)»                      | Serj Tankian, Tom Morello, Vinny Appice, Rudy Sarzo                                                                   | Randy Rhoads – The Ultimate Tribute             |
| 2019 | «The Rough Dog»                            | Serj Tankian, Ara Malikian                                                                                            | Royal Garage                                    |

## Premios y nominaciones
System of a Down ha sido nominado a cuatro Premios Grammy, de los cuales ha ganado una en 2006 a la Mejor Interpretación de Hard Rock por la canción B.Y.O.B..
Premios Grammy
| Año  | Nominado     | Galardón                          | Resultado | Ref. |
| ---- | ------------ | --------------------------------- | --------- | ---- |
| 2002 | "Chop Suey!" | Mejor Interpretación Metal        | Nominado  |      |
| 2003 | "Aerials"    | Mejor Interpretación de Hard Rock | Nominado  |      |
| 2006 | "B.Y.O.B."   | Mejor Interpretación de Hard Rock | Ganador   |      |
| 2007 | "Lonely Day" | Mejor Interpretación de Hard Rock | Nominado  |      |